# Clubiona nilgherina
Clubiona nilgherina este o specie de păianjeni din genul Clubiona, familia Clubionidae, descrisă de Simon, 1906. Conform Catalogue of Life specia Clubiona nilgherina nu are subspecii cunoscute.